# Биниам Гирмай
Биниам Гирмай Хаилу (роден на 2 април 2000 г.) е еритрейски професионален шосеен колоездач, който се състезава за UCI WorldTeam Intermarché–Wanty.
На Джиро д'Италия през 2022 г. той става първият чернокож африкански колоездач, спечелил етап от Голяма обиколка (обиколка на Италия, Испания или Франция), след като печели етап 10 в намален групов спринт. През 2024 г. той печели Етап 3 от Тур дьо Франс, като по този начин става първият чернокож африкански колоездач, спечелил етап и от това състезание.